# Nanami Sakuraba
Nanami Sakuraba (桜庭ななみ Sakuraba Nanami?) (Izumi, Kagoshima, 17 de octubre de 1992) es una graruve idol y actriz japonesa que ganó "Miss Magazine" en 2008.

## Filmografía

### Series de televisión
- Akai Ito (2008) como Sara Nakagawa.
- Tokyo Girls (2008).
- Nadeshiko Tai (2008) como Reiko Torihama.
- Ghost Town no Hana (2009) como Shiori Yanagawa.
- Twin Spica (2009) como Asumi Kamogawa.
- Koishite Akuma: Vampire Boy (2009) como Kaori Takagi.
- Boku to Star no 99 Nichi (2011) como Namiki Momo.
- Last Hope (2013) como Maki Tokita.
- The Limit (2013) como Mizuki Konno.
- Miss Pilot (2013) como Suzu Abeno.
- Hatashiai (2015) como Miya.
- The Art of Negotiation (2025) como Haruka Hirose.[1]

### Películas
- Classmates, Gymnasium Baby (2008) como Yuki Hayakawa.
- Heaven's bus (2008).
- Akai Ito (2008) como Sara Nakagawa.
- Summer Wars (2009) como Natsuki Shinohara.
- Shodo Girls (2010).
- The Last Ronin (2010) como Kane.
- Sabi Girls Sabi Boys (2011).
- Tengoku Kara no Yell (2011).
- Runway Beat (2011) como Mei Tsukamoto.
- .hack//The Movie (2012) como Yūki Sora.[2]
- Nazotoki wa Dinner no Ato De//The Movie (2013).
- Jinro Game (2013) como Airi Nishina.
- El ataque de los titanes (2015) como Sasha.
- El ataque de los titanes: El fin del mundo (2015) como Sasha.

### Otros programas de televisión
- Good-luck music hall (開運音楽堂 Kaiun ongaku dō?)  (TBS)

### CM
- Softbank Telecom
- Suntory Nacchan Orange (23 de febrero de 2010)
- Lotte Ghana Milk Chocolate (19 de abril de 2010)
- National Fire Prevention póster de campaña en primavera (2010)
- Mitsubishi Estate"Mitsubishi Jisho Wo Mini Ikou"(2010)

### Radio
- SCHOOL OF LOCK! "GIRLS LOCKS!"(Tokyo FM)

### Vídeos musicales
- EXO's "For Life" Music Video (Versiones Coreana y China)(2016)